# Final Cut Pro
Final Cut Pro er et professionelt videoredigeringsprogram udviklet af Apple Inc. som er blevet populært blandt både selvstændige filmskaber såvel som hos mange af Hollywoods filminstruktøre. Programmet har mulighed for at behandle mange forskellige digitale formater, som f.eks. SD, HDV, HD, Panasonic P2, Sony XDCAM, 2K, 4K og IMAX-filmformat. Programmet er foreløbig kun tilgængelig til Mac OS X version 10.4.9 og senere.

## Kendte film som er blevet redigeret med Final Cut Pro
- The Rules of Attraction (2002)
- Full Frontal (2002)
- Cold Mountain (2003) (Academy Award Nominee for Best Editing)
- Intolerable Cruelty (2003)
- Napoleon Dynamite (2003)
- Open Water (2003)
- The Ladykillers (2004)
- Sky Captain and the World of Tomorrow (2004)
- Super Size Me (2004)
- Michael Moore Hates America (2004)
- Corpse Bride (2005)
- Dreamer: Inspired by a True Story (2005)
- Happy Endings (2005)
- Jarhead (2005)
- Little Manhattan (2005)
- Black Snake Moan (2006)
- Hoot (2006)
- Letters from Iwo Jima (2006)
- Happy Feet (2006)
- Zodiac (2007)
- No Country for Old Men (2007)
- Reign Over Me (2007)
- Youth Without Youth (2007)
- Reno 911!: Miami (2007)
- Balls of Fury (2007)
- 300 (2007)
- Where The Wild Things Are (2009)